# أوين ومزي

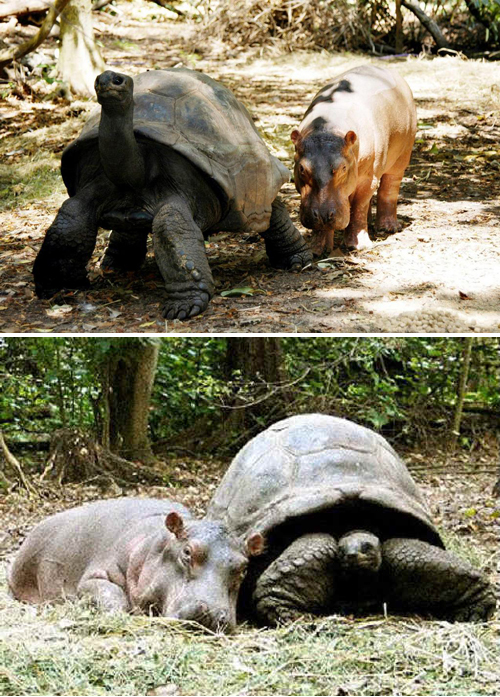
أوين (يسار) ومزي (يمين)

أوين ومزي هما ثنائي من فرس النهر وسلحفاة عملاقة من منطقة ألدابرا، على التوالي، وقد جذبا انتباه وسائل الإعلام بعد تكوين رابطة صداقة غير عادية. يعيشون في هالر بارك، بامبوري، كينيا.
فُصل أوين عن قطيعه عندما كان صغيراً بعد تسونامي سومطرة في ديسمبر 2004 ونُقل إلى مركز الإنقاذ في هالر بارك. وبما أنه لم يكن هناك أفراس نهر أخرى للتفاعل معها، حاول أوين على الفور الارتباط بمزي (رجل عجوز حكيم باللغة السواحيلية)، الذي تشبه صَدفته المقببة الكبيرة ولونه البني فرس النهر البالغ. كان ميزي مترددًا في البداية بشأن وجود أوين، لكنه أصبح يحبه واعتاد وجود أوين حوله.
بمجرد أن تُحدد أن أوين قد أصبح كبيرًا جدًا بحيث لا يمكنه التفاعل بأمان مع ميزي، بُني له حاوية منفصلة لأوين وفرس النهر الجديد (أنثى) المسمى كليو، والذي ارتبط به بسرعة. مع وصول أوين الآن إلى ضعف حجم ميزي وأصبح في طريقه إلى التنشئة الاجتماعية مع أفراس النهر الأخرى، ذهب الأصدقاء المشهورون في طرق منفصلة وعاد ميزي إلى حظيرته الأصلية.
ظهر الثنائي في كتاب "أوين ومزي: القصة الحقيقية لصداقة رائعة"، الذي نُشر عام 2006 من تأليف إيزابيلا وكريج هاتكوف، ونظرًا لما لاقاه الكتاب من اهتمام واسع، تلاه جزء ثانٍ بعنوان "أوين ومزي: لغة الصداقة" في عام 2007. كما قامت جانيت وينتر أيضًا بإنشاء كتاب مصور عن أوين بعنوان "ماما: قصة حقيقية".
قُدمت هذه القصة على خشبة المسرح من خلال مسرح فيتال وإخراج ستانلي واين ماثيس، وتحولت إلى مسرحية موسيقية خارج برودواي، بعنوان:" أوين ومزي: الموسيقية"، تولّت ميشيل إليوت كتابة النص الغنائي والمسرحي، بينما ألّف داني لارسن الموسيقى وشارك في كتابة الكلمات.
عُرضت المسرحية لأول مرة عام 2018 على خشبة مسرح بليسد ساكرامنت في مانهاتن بمشاركة إريك ويلينجهام في دور أوين وتي جيه بولدن في دور ميزي. كما تمت إعادة كتابة القصة على شكل سيناريو سينمائي بواسطة روجر إس إتش شولمان، أحد كتاب فيلم شريك الشهير، إلا أن هذا المشروع لم يُنفَّذ حتى الآن.

## روابط خارجية
- الموقع الرسمي لـ أوين ومزي
- أنظمة لافارج البيئية
- مدونة أوين ومزي على الويب
- طفل فرس النهر اليتيم يجد صديقًا
- الموقع الرسمي للمسرحية الموسيقية "أوين ومزي"